# Überdrehte Kontaktstruktur

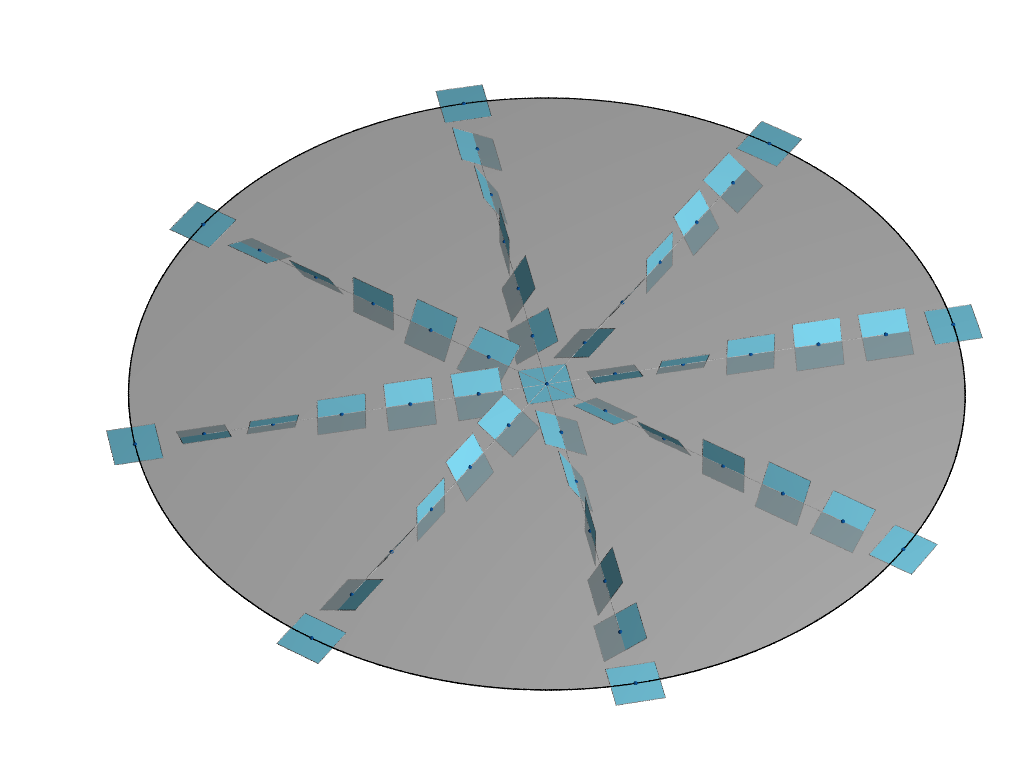
Überdrehte Kontaktstruktur auf einer Kreisscheibe.

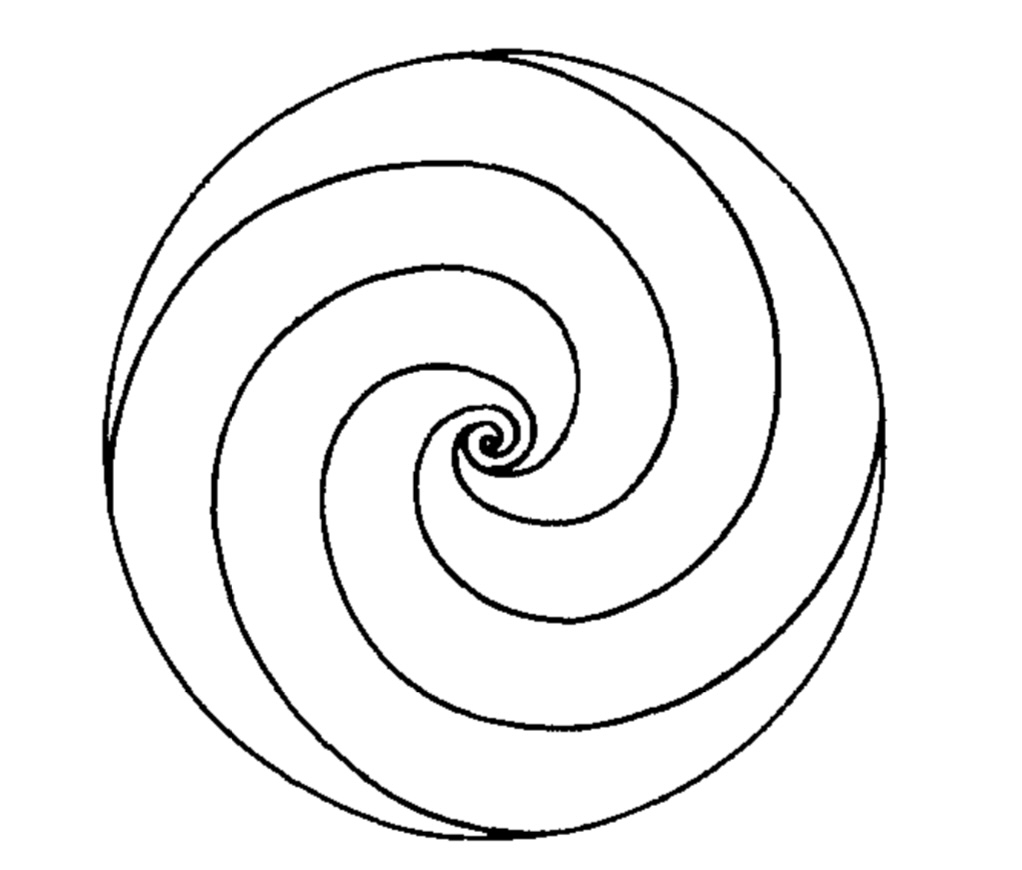
Induzierte charakteristische Blätterung einer überdrehten Kreisscheibe.

In der Mathematik sind überdrehte Kontaktstrukturen ein Begriff aus der Kontaktgeometrie. Der Begriff geht auf Eliashberg zurück. In der {\displaystyle 3}-dimensionalen Kontaktgeometrie hat man eine fundamentale Dichotomie zwischen straffen und überdrehten Kontaktstrukturen.

## Überdrehte Kreisscheiben
Die „Standard“-überdrehte Kontaktstruktur {\displaystyle \xi _{ot}} auf dem {\displaystyle \mathbb {R} ^{3}} ist das in Zylinderkoordinaten durch die Gleichung
{\displaystyle \cos rdz+r\sin rd\phi =0}
gegebene Ebenenfeld. Die Kreisscheibe {\displaystyle \Delta =\left\{z=0,r\leq \pi \right\}\subset \mathbb {R} ^{3}} wird von einer Legendre-Kurve berandet und ihre charakteristische Blätterung besteht aus radialen Linien. Eine kleine Störung von {\displaystyle \Delta } führt zu einer Kreisscheibe, deren charakteristische Blätterung wie im Bild rechts aussieht. Man bezeichnet sie als die „Standard“-überdrehte Kreisscheibe.
Allgemein wird eine eingebettete Kreisscheibe in einer Kontakt-Mannigfaltigkeit als eingebettete Kreisscheibe bezeichnet, wenn ihr Rand eine Legendre-Kurve mit verschwindender Thurston-Bennequin-Invariante ist und die induzierte charakteristische Blätterung der Kreisscheibe genau eine Singularität besitzt, die im Inneren der Kreisscheibe liegt.
Eine Kontaktstruktur heißt überdreht, wenn es eine überdrehte Kreisscheibe gibt.
Die Bedingung, dass es nur eine Singularität im Inneren der Kreisscheibe gibt, ist letztlich überflüssig, weil man mit dem Eliminatonslemma stets die Anzahl der Singularitäten reduzieren kann.

## Existenz und Klassifikation überdrehter Kontaktstrukturen
Mittels Lutz-Twists kann jede Kontaktstruktur zu einer überdrehten Kontaktstruktur abgeändert werden ohne ihre Homotopieklasse als Ebenenfeld zu ändern.
Eliashberg hat bewiesen, dass die Klassifikation überdrehter Kontaktstrukturen auf geschlossenen 3-Mannigfaltigkeiten bis auf Isotopie der Klassifikation von Ebenenfeldern bis auf Homotopie entspricht. Genauer gilt ein h-Prinzip, d. h. für eine Kreisscheibe {\displaystyle \Delta \subset M} ist die Inklusion des Raums der ko-orientierten, positiven, entlang {\displaystyle \Delta } überdrehten Kontaktstrukturen in den Raum der in {\displaystyle 0} zu {\displaystyle \Delta } tangentialen Ebenenfelder ist eine schwache Homotopieäquivalenz (und sogar eine Homotopieäquivalenz), insbesondere also eine Bijektion der Wegzusammenhangskomponenten.